# Ана Фалки
Ана Фалки (на италиански: Anna Falchi, рождено име Ана Кристиина Паломяки, на фински Anna Kristiina Palomäki) е италианска манекенка и актриса от финландски произход. Родена е на 22 април 1972 г. в Тампере, Финландия.
В България Фалки е известна предимно с ролята си на Дезидерия в минисериала „Пръстенът на дракона“.